# Princess of Mars
Princess of Mars is een Amerikaanse film uit 2009 van The Asylum met Antonio Sabato jr. De film is gebaseerd op de Barsoom-reeks van Edgar Rice Burroughs.

## Verhaal
Een soldaat uit de Verenigde Staten (Antonio Sabato) wordt getransporteerd naar de planeet Mars. Hier komt de nietsvermoedende soldaat terecht in een gruwelijke oorlog tussen twee buitenaardse rassen.

## Rolverdeling
| Acteur             | Personage    |
| ------------------ | ------------ |
| Antonio Sabato Jr. | John Carter  |
| Traci Lords        | Dejah Thoris |
| Matt Lasky         | Tars Tarkas  |
| Chacko Vadaketh    | Sarka        |
| Mitchell Gordon    | Tal Hajus    |